# リトルトーキョー/アーツ・ディストリクト駅
リトルトーキョー/アーツ・ディストリクト駅(Little Tokyo/Arts District)は、アメリカ合衆国カリフォルニア州ロサンゼルス郡にあるロサンゼルス郡都市圏交通局A線・E線の駅である。

## 駅構造
島式ホーム1面2線の地下駅。2020年までは島式ホーム1面2線の地上駅だった。

## 駅周辺
- リトルトーキョー
- 全米日系人博物館
- アーツ・ディストリクト - ダウンタウンの横の旧倉庫街で、ロフト住宅に転用された古い倉庫や工場が立ち並び、デザイナーや芸術家が集住する

## 歴史
- 2009年11月15日 - 開業
- 2020年10月24日 - 地下化工事のため一時休止。ユニオン駅～ピコ／アリソ駅間はバス代行に。
- 2023年6月16日 - 地下駅開業。A線とE線の分岐駅になる。

## 隣の駅
ロサンゼルス郡都市圏交通局
■A線
ユニオン駅 - リトルトーキョー/アーツ・ディストリクト駅 - ヒストリックブロードウェイ駅
■E線
ピコ/アリソ駅 - リトルトーキョー/アーツ・ディストリクト駅 - ヒストリックブロードウェイ駅
Template:ロサンゼルス郡都市圏交通局E線